# 미국 유럽-아프리카 해군
미국 유럽-아프리카 해군(영어: United States Naval Forces Europe and Africa (USNAVEUR-NAVAF))은 나폴리 해군지원처에 본부를 두고 있는 미국 유럽 사령부와 미국 아프리카 사령부의 미국 해군 구성군사령부이다.
동부 대서양, 북극해부터 남극 해안까지, 아드리안해, 발트해, 바렌츠해, 흑해, 카스피해, 지중해, 북해를 책임지역으로 멑고 있다.
USNAVEUR-NAVAF의 사령관은 나폴리 합동군사령관을, 부사령관은 미국 제6함대 사령관이 겸임하고 있다.

## 역사
미국 유럽 해군은 유러피언 전대와 그 후신으로 1906년 남북전쟁에 따라 북대서양 함대에 병합되었던 지중해 전대을 기원으로 한다.
제1차 세계 대전이 발발하고 미국이 참전을 선언한 1917년에 미국 해군은 유럽 해역 작전부대을 편성하였다.
1942년 3월, 특별 해군 관측단은 런던에서 미국 해군 유럽 해역부대으로 게편되었다.

### 냉전 이후
2002년, 미국의 국방부 장관 도널드 럼즈펠드가 총사령관(CinC)의 직함을 대통령만이 가질 수 있도록 적용 범위를 법을 개정하였다. 사령관의 직함은 "미국 유럽 해군, 사령관"으로 개명되었다. 
2004년 3월 15일, 남유럽 연합군이 활동을 중지하고 나폴리 합동군사령부(JFC Naples)로 대채되었다. 미국 유럽 해군 사령관은 JFC 나폴리의 사령관 직위를 겸직하게 되었다.
2007년 11월, 미국 아프리카 해군 사령관 직위를 겸직하게 되었다.
2016년 6월 7일, 미국 유럽 해군과 미국 아프리카 해군이 병합되었다.  

## 조직 구조

### 현재
- 미국 제6함대
- 미국 유럽 해군 군악대

### 1964년 2월 1일
- 미국 제6함대
- 지중해 함대 항공대(COMFAIRMED)
- 중동 부대(COMMIDEASTFOR); 1983년까지
- 주영국 미국 해군처(COMNAVACT UK)

### 1952년 6월 14일
- TF-101 / 북유럽군(Northern European Force) - RADM Robert B. Pirie, Chief of Staff to CINCNELM
- TF-104 / 주독 미국 해군 - Rear Admiral H.E. Orem
- TF-109 / 중동 부대(COMMIDEASTFOR) - RADM Wallace M. Beakley
- TF-122 / 동대서양-지중해 함대 항공(Fleet Air, Eastern Atlantic and Mediterranean) - RADM E.A. Cruise
- TF-123 / 동대서양 및 지중해 군사해운근무대(Military Sea Transport Service, Eastern Atlantic and Mediterranean) - RADM C.F. Chillingsworth
- 미국 제6함대 - VADM John H. Cassady 존 H. 캐사디[*]

## 계보
- 1917년, United States Naval Forces Operating in European Waters→미국  해군 유럽 해역 작전부대
- 1940년 8월, Special Naval Observer (SPENAVO)→특별 해군 관측단
- 1942년 4월 30일, Naval Forces, Europe→유럽 해군
- 1946년 11월, United States Naval Forces, Eastern Atlantic and Mediterranean (NELM)→미국 동대서양-지중해 해군
- 1960년 2월, United States Naval Forces Europe (CINCUSNAVEUR)→미국 유럽 해군
- 2016년 6월 7일, United States Naval Forces Europe and Africa (NAVEUR-NAVAF)→미국 유럽 및 아프리카 해군